# Nico, 1988
Nico, 1988 ist ein 2017 gedrehter biographischer Film von Susanna Nicchiarelli über die Sängerin Nico. Er ist eine italienisch-belgische Produktion in englischer Sprache.  Der Film hatte seine Weltpremiere am 31. August 2017 bei den Internationalen Filmfestspielen von Venedig.

## Produktion
Für den Film arbeiteten Regisseurin und die Hauptdarstellerin zusammen. Sie schufen gemeinsam den Charakter der Titelperson. Trine Dyrholm erklärte: „Wir schufen diese Version von Nico gemeinsam.“ Dyrholm sang alle Songs im Film; sie restrukturierte die Musik mit einem Musiker und einer Band. Vor den Dreharbeiten arbeiteten sie gemeinsam in einem Musikstudio. Nicchiarelli recherchierte viel und flog nach Manchester, um Nicos Manager zu treffen. Sie interviewte auch Nicos Sohn Ari. Er las den ersten Entwurf und später das endgültige Skript.
Der Film wurde im Format 4:3 statt im Rechteckformat gedreht. Nicchiarelli erklärte: „Eine der wichtigsten Entscheidungen war die Atmosphäre der zweiten Hälfte der 1980er Jahre, die sehr interessant ist; es hat die Dekadenz und die Qualität des VHS-Systems. Sie arbeiteten an der VHS-Qualität und versuchten, diese Art von Gefühl zu reproduzieren. VHS und Fernsehen sind quadratische Formate und sie zwingen einen, auf die Charaktere focusiert zu bleiben. Ich finde es interessant, wenn das Kino wieder die entscheidende Rolle spielt. In letzter Zeit sind einige der besten Filme, die ich gesehen habe, in diesem Format gedreht worden“.
Nicchiarelli benutzte Bilder von Nicos Gesicht und frühe Videoaufnahmen von Jonas Mekas. Sie schrieb ihm und er antwortete ihr sofort. Nicchiarelli sagte: „Es macht Spaß, mit Archivmaterial in Spielfilmen zu arbeiten.“

## Kritiken
Der Film wurde Anfang August 2018 in den USA veröffentlicht. Auf dem Review-Aggregator Rotten Tomatoes erhielt der Film hat eine Zustimmungsrate von 94 %; basierend auf 62 Bewertungen mit einer durchschnittlichen Bewertung von 7.2 von 10 Punkten. Die zusammenfassende Kritik der Website lautet: „Nico, 1988 wirft einen absorbierenden – und entsprechend eigenwilligen – Blick auf die späteren Jahre der Sängerin.“ Bei Metacritic bekam der Film eine durchschnittliche gewichtete Punktzahl von 75 von 100, basierend auf 21 Bewertungen, was „gute Kritik“ bedeutet.
Dyrholm, die Nico spielte, wurde von der für ihre Leistung gelobt. Das Branchenblatt Variety bezeichnete sie als „ein Kraftpaket der Authentizität. Ihre Moral ist faszinierend, aber sie gibt Nico auch eine angespannte Intelligenz und ihr Gesang ist unheimlich.“ Kenneth Turan schwärmte in der Los Angeles Times auch von Dyrholm als „Schauspielerin von beeindruckender Präsenz“. Sie liefere „eine starke, wahrheitsgemäße, unerschütterliche Leistung, die den Film so antreibt, wie Christas Energie die Bands antrieb, welchen sie zu dieser Zeit angehörte.“ Die New York Times lobte auch, wie Dyrholm in „brutal unversöhnlicher Nahaufnahme fotografiert“ wurde und sagte, dass „sie das verblasste Charisma der Sängerin in ihrem letzten Lebensjahr vollständig einfängt.“ Joe Morgenstern vom  Wall Street Journal betonte: „Ich habe noch nie eine Aufführung wie diese gesehen — schonungslos hart, aber auch anmutig, drollig und zärtlich, ein Porträt von Seelenentmüdung, geschnürt von einer Sehnsucht nach Erlösung.“

## Auszeichnungen
Bei den 74. Filmfestspielen von Venedig gewann der Film 2017 den Preis für den besten Film in der Sektion Orizzonti. Beim italienischen Filmpreis David di Donatello (dem italienischen Oscar) gewann er 2018 den Preis für das beste Originaldrehbuch und war in der Kategorie Bester Film nominiert. Bei der 9. Verleihung des belgischen Filmpreises Magritte war er in der Kategorie Bester ausländischer Film in Koproduktion nominiert.